# TDK

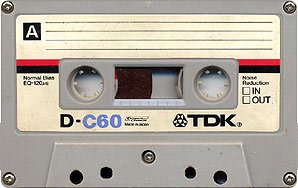
Cassette audio de la marque TDK

Pour les articles homonymes, voir TDK (homonymie).
TDK Corporation (TDK 株式会社, TDK Kabushiki-gaisha), NYSE : TTDKY, anciennement TDK Electronics Co., Ltd (東京電気化学工業株式会社), est une entreprise japonaise de fabrication de matériel électronique. Elle fait partie de l'indice boursier TOPIX 100 (TSE : 6762) et est également cotée à New York et Francfort. TDK est l'abréviation de Tokyo Denki Kagaku.

## Historique
En décembre 2015, TDK acquiert Micronas Semiconductor, une entreprise suisse pour 215 millions de dollars.
En décembre 2016, TDK annonce l'acquisition d'InvenSense, spécialisée dans les capteurs sensoriels, pour 1,33 milliard de dollars.

## Principaux actionnaires
Au 3 avril 2020.
| Nomura Asset Management           | 12,0% |
| Nikko Asset Management            | 5,95% |
| Asset Management One              | 5,91% |
| Daiwa Asset Management            | 4,89% |
| The Vanguard Group                | 2,61% |
| Sumitomo Mitsui Trust AM          | 2,57% |
| TDK Corporation (autocontrôle)    | 2,53% |
| Invesco Advisers                  | 2,20% |
| Norges Bank Investment Management | 1,42% |
| Nippon Life Insurance             | 1,27% |